# Point Baker (Florida)
Point Baker es un lugar designado por el censo ubicado en el condado de Santa Rosa en el estado estadounidense de Florida. En el Censo de 2010 tenía una población de 2.991 habitantes y una densidad poblacional de 179,24 personas por km².

## Geografía
Point Baker se encuentra ubicado en las coordenadas 30°40′33″N 87°2′24″O / 30.67583, -87.04000. Según la Oficina del Censo de los Estados Unidos, Point Baker tiene una superficie total de 16.69 km², de la cual 16.63 km² corresponden a tierra firme y (0.37%) 0.06 km² es agua.

## Demografía
Según el censo de 2010, había 2.991 personas residiendo en Point Baker. La densidad de población era de 179,24 hab./km². De los 2.991 habitantes, Point Baker estaba compuesto por el 85.39% blancos, el 7.86% eran afroamericanos, el 1.2% eran amerindios, el 1.57% eran asiáticos, el 0.23% eran isleños del Pacífico, el 0.6% eran de otras razas y el 3.14% pertenecían a dos o más razas. Del total de la población el 3.95% eran hispanos o latinos de cualquier raza.